# درد زایمان
درد زایمان ([Labor Pains] Error: {{Lang-xx}}: متن دارای نشانه‌گذاری ایتالیک است (راهنما)) فیلمی در ژانر رمانتیک و کمدی به کارگردانی لارا شاپیرو محصول سال ۲۰۰۹ میلادی است.

## خلاصه داستان
زنی جوان برای جلوگیری از اخراج شدن تظاهر به بارداری می کند. اما وقتی همه اطرافیانش با او به خوبی رفتار می کنند، او تلاش می کند این دروغ را نه ماه ادامه دهد و...

## بازیگران
- لیندزی لوهان - Thea Clayhill
- بریجیت مندلر - Emma Clayhill
- لوک کیربی - Nick Steinwald
- کریس پارنل - Jerry Steinwald
- چریل هاینس - Lisa DePardo
- Kevin Covais - Greg
- آرون یو - Miles
- تریسی الیس راس - Kristin
- ویلی گارسون - Carl
- ماری چیتم - Ann
- بونی سامرویل - Suzie Cavandish
- جسیکا سنت کلیر - Pregnancy Class Instructor
- آنا اورتیز - Donna
- جانین گاروفالو - The Vista Host
- Creed Bratton - John Abbotts
- پت کراوفورد براون - Aunt Betty